# Norinco

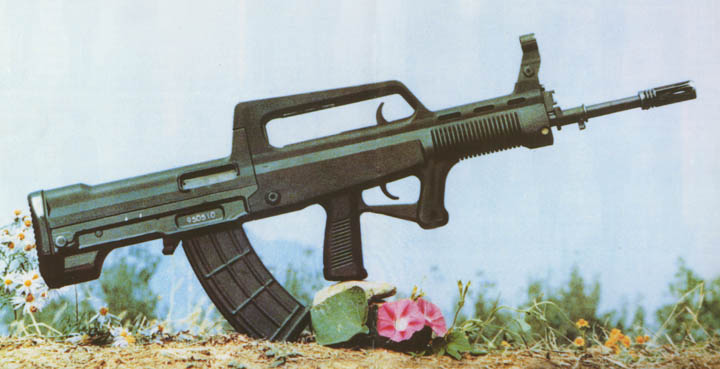
Karabin QBZ-95 produkowany w zakładach Norinco

China North Industries Corporation (Norinco) – chiński producent samochodów, ciężarówek i motocykli, a także maszyn, chemikaliów, materiałów wybuchowych, broni oraz amunicji.
Zakłady Norinco powstały w roku 1980 i są jednym z głównych dostawców uzbrojenia dla Chińskiej Armii Ludowo-Wyzwoleńczej.